# 斯塔維謝 (科羅斯堅區)
50°46′40″N 28°28′52″E / 50.77778°N 28.48111°E
斯塔維謝（烏克蘭語：Ставище），是烏克蘭的村落，位於該國北部日托米爾州，由科羅斯堅區負責管轄，始建於1887年，面積1.01平方公里，海拔高度208米，2001年人口206。